# Dehistan
Le Dehistân ou Dekhistan est une région et un site archéologique du district (etrap) d'Etrek (Gyzyletrek) dans la province (welaýat) de Balkan au Turkménistan actuel au sud-est de la mer Caspienne.
Le nom de cette région viendrait du nom des Dahae l'un des sept grands clans parthes qui la peuplait.
Cette région est actuellement désertique et inhabitée. Le site principal s'appelle aussi Misrian, Mishrian ou Misserian, très visible sur les photos satellites. Le site est inscrit sur la liste indicative de l'UNESCO depuis le 25 février 1998 selon les critères (i)(ii)(iii)(iv)(v) de la commission.

## Description
Dehistân était la plus importante ville de l'ouest du Turkménistan du XIe et XIVe siècles. Elle est située sur l'une des plus importantes routes de la soie du Gorgan au nord de l'Iran jusqu'au Khorezm. Les monuments restants sont un minaret construit en 1004/1005, un autre construit deux cents ans plus tard et une partie de la mosquée d'`Alâ' ad-Dîn Muhammad Chah du Khorezm. La ville est entourée d'un double mur de fortification et s'étend sur deux cents hectares.
À sept kilomètres au nord-est, on trouve la nécropole de Meshat, Meskhet, Meshkhed ou Mashhad-i Misriyan où l'on trouve les restes de vingt mausolées. Cinq d'entre eux sont encore visibles dont l'importante mosquée de Shir Kabir. On trouve en outre de nombreuses tombes datant du IIIe millénaire av. J.-C..

## Histoire
Le Dehistân est le théâtre d'une bataille entre deux personnages du poème épique persan de Ferdowsi, le Shâh Nâmeh, entre Kay Khusraw chah d'Iran légendaire adversaire du roi-héros Afrasiab. 
La ville est conquise par les arabes pendant le règne du deuxième calife `Omar (vers 642). La ville se soumet sans combat.
Avicenne y séjourne quelque temps entre son départ de Boukhara après la mort du prince samanide, Nuh ibn Mansûr, et son passage au service de l'émir bouyide Shams o-dowleh qui le choisit comme vizir (entre 997 et 1012). Il y tombe malade, ce qui l'incite à en partir vers le Tabaristan. 
Vers la fin de l'année 1160, Dehistân voit la défaite du Bavandide Chah-Ghâzî Rostam contre les Oghouzes.

### L'abandon du site
Son déclin puis son abandon datent du XVe siècle. 
Les raisons de l'abandon du site sont discutées. La destruction de la ville par les hordes mongoles au XIIIe siècle en a peut-être été la cause principale comme à Merv avec la destruction des systèmes d'approvisionnement en eau. Son abandon au XVe siècle montre que ce n'est pas la seule cause. Les changements écologiques dans la région ont aussi leur part : la disparition des réserves forestières due à la surexploitation du bois (bois de chauffage et de cuisson et bois de construction) ne permettait plus la survie d'une importante population.